# Polyplectropus epitychmus
Polyplectropus epitychmus är en nattsländeart som beskrevs av Arturs Neboiss 1989. Polyplectropus epitychmus ingår i släktet Polyplectropus och familjen fångstnätnattsländor. Inga underarter finns listade i Catalogue of Life.